# 小行星20312
小行星20312（20312 Danahy）是一颗绕太阳运转的小行星，为主小行星带小行星。该小行星于1998年3月31日发现。

## 轨道参数
小行星20312的轨道半长轴为2.4281970 UA，离心率为0.130。